# 1082 Pirola
1082 Pirola è un asteroide della fascia principale del diametro medio di circa 43,01 km. Scoperto nel 1927, presenta un'orbita caratterizzata da un semiasse maggiore pari a 3,1211126 UA e da un'eccentricità di 0,1810714, inclinata di 1,85042° rispetto all'eclittica.
Il suo nome fa riferimento alle piante del genere Pyrola.